# Anekdotisk evidens
Der er tale om anekdotisk evidens, når en personlig historie (en "anekdote") eller personlige observationer bruges som evidens for en videnskabelig hypotese. Udtrykket bruges som modsætning til gyldig videnskabelig evidens, såsom objektive observationer og statistisk evidens.

## Anekdote uden objektiv evidens
En anekdote, der ikke er underbygget af objektiv evidens, regnes videnskabeligt set for at være en blot og bar historie. Man kan ikke vide, om en sådan historie er sand eller falsk, fordi den ikke er underbygget af objektive observationer - det vil sige observationer, som alle videnskabsfolk har tilgang til (i kraft af deres sanser og deres videnskabelige instrumenter).
Et eksempel på en sådan anekdote er følgende beretning om en ud-af-kroppen-oplevelse i forbindelse med en medicinsk behandling:
”Jeg fik et bevis på, at sjælen kan forlade kroppen. Jeg husker tydeligt, at jeg svævede over den læge, der ledede behandlingen af mig. Han var taget hjem efter dagens arbejde og lå i sin seng, og jeg svævede ind i hans hjem og så ham. Jeg kunne se, at han havde nervøse trækninger, og jeg vidste telepatisk, at det var mig, han lå og tænkte på. Jeg havde så ondt af ham, og jeg tænkte: 'Bare jeg kunne glatte alle de nervøse trækninger ud.' Jeg havde det jo pragtfuldt. Jeg så, at han flere gange gik op på toilettet, og jeg husker, at jeg tænkte, at han havde problemer med sin vandladning. Mens jeg var hos ham, lagde jeg mærke til hjemmets indretning og møblerne omkring ham. Da jeg senere kom til mig selv, fortalte jeg ham om mit 'besøg'. Jeg fortalte om hjemmets indretning, møblerne og hans vandladningsproblem. Han blev helt mærkelig til mode, for alt, hvad jeg sagde, var sandt.” 
Denne anekdote er ifølge fortælleren evidens for den hypotese, at sjælen er selvstændig i forhold til kroppen, og at den derfor kan forlade kroppen. Anekdoten bruges med andre ord som evidens for det dualistiske synspunkt i forbindelse med sjæl-legeme-diskussionen: at sjæl og legeme er to forskellige ting.
Problemet med en sådan anekdote er, at den ikke er underbygget af objektive videnskabelige observationer. Der er ingen uafhængige videnskabsfolk, der kan kontrollere anekdotens rigtighed ved hjælp af sanser, mikrofoner, mikroskoper eller målinger af hjernens elektriske aktivitet (elektroencefalografi). Der findes kun anekdoten – den personlige historie, den private oplevelse - som evidens for hypotesen om den selvstændige sjæl. Anekdotens natur som personlig og privat forhindrer den i at kunne bruges i en videnskabelig undersøgelse. En sådan undersøgelse kræver nemlig, at det, der undersøges, er offentligt og objektivt.
Derfor regnes anekdoter for at have den laveste grad af evidens i en videnskabelig sammenhæng. De ligger således under case-studier og ekpertudsagn med hensyn til evidens. ”Anekdoter ligger absolut lavest i evidens-hierakiet. Det gør de med god grund. For skulle man generelt acceptere anekdoter som evidens, ville det betyde, at man skulle anerkende eksistensen af UFO’er, astrologi og tarot-kort, osv.” (Troels Wolf)
På den anden side kan en hypotese, der bygger på en eller flere anekdoter, godt være sand. Der kan blot ikke fremvises tilstrækkelig videnskabelig evidens for hypotesen, og den gælder derfor ikke som videnskabeligt bekræftet viden. Det svarer til, at en person, der frikendes for mord i en retssag, godt kan have begået mordet. Der kan blot ikke fremvises tilstrækkelig stærke beviser for, at personen har begået mordet, og derfor gælder vedkommende juridisk set for at være uskyldig.

## Anekdote uden statistisk evidens
Udtrykket ”anekdote” bruges tillige om et enkelttilfælde, som ganske vist er underbygget af objektive observationer, men som anvendes uden metodisk kontrol, og som ikke har statistisk evidens. For eksempel kan effektiviteten af en bestemt alternativ behandling være ”anekdotisk” underbygget. Det vil sige: Behandleren henviser til nogle få klienters beretninger om vellykkede behandlinger og udelader de mange klienters beretninger om virkningsløse behandlinger. En sådan anekdotisk argumentation er uvidenskabelig og har karakter af at være en generalisering.
Når en "viden" bygger på enkeltstående tilfælde - måske kun ét tilfælde - men fremstilles som om den er lige så pålidelig som hvis den var statistisk eller videnskabeligt underbygget, taler man således om anekdotisk evidens.
Sagen kan illustreres ved to artikler, som begge er bragt i avisen BT, og som begge handler om sammenhængen mellem levetid og indtagelse af bacon. Den ene artikel påstår, at bacon nedsætter levealderen, hvilket er underbygget af en undersøgelse, der involverer over 500.000 mennesker i 10 forskellige lande.
Den anden artikel påstår, at bacon er hemmeligheden bag et længere liv. Denne påstand er underbygget af, at en kvinde, der netop er fyldt 105 år, fortæller, at hun elsker bacon og spiser det hver dag. Det er et eksempel på anekdotisk evidens, idet historien ikke bygger på statistisk evidens, men udelukkende på et enkeltstående tilfælde, som der generaliseres ud fra.